# پل روبسن
پل لروی رابسون (انگلیسی: Paul Robeson؛ ۹ آوریل ۱۸۹۸ – ۲۳ ژانویهٔ ۱۹۷۶) هنرپیشه، خواننده، وکیل، بازیکن فوتبال گریدیرون، نویسنده و فعال سیاسی اهل ایالات متحده آمریکا بود.
از فیلم‌هایی که وی در آن نقش داشته‌است می‌توان به قایق نمایش، معادن شاه سلیمان و امپراتور جونز اشاره کرد.